# Железничка станица Трупале
Железничка станица Трупале је једна од станица Нишког железничког чвора и пруге Београд—Ниш. Налази се насељу Трупале у градској општини Црвени крст у граду Нишу. Пруга се наставља у једном смеру ка Црвеном крсту, у другом према Грејачу и у трећем према Ниш ранжирној. Железничка станица Трупале састоји се из 7 колосека.